# Los enterraremos

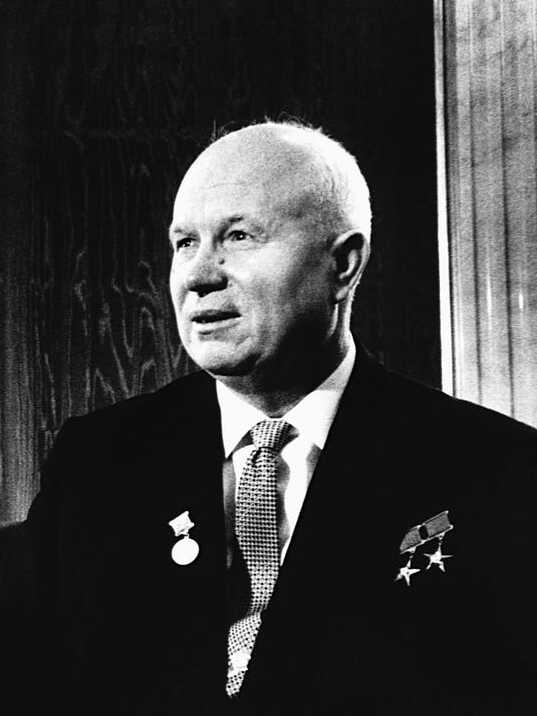
El líder soviético Nikita Jrushchov en 1961.

La expresión "los enterraremos" (en ruso: "Мы вас похороним!", transliterado al español como My vas pojorónim!) fue una famosa frase utilizada por el premier soviético Nikita Jrushchov mientras se dirigía a varios embajadores occidentales durante un recepción brindada en la embajada polaca en Moscú, el 18 de noviembre de 1956.

## Trasfondo
El líder de la URSS se refería así a la supuesta "superioridad intrínseca" del régimen comunista soviético, el cual terminaría por aplastar al capitalismo occidental, ya que este último -según los marxistas- estaba preso de sus propias "contradicciones internas", debido al "irreconciliable antagonismo entre sus clases sociales antagónicas, la burguesía y el proletariado".
De hecho, la frase original fue distorsionada en cierto modo. La cita auténtica es:

"Les guste o no, la historia está de nuestra parte. Los enterraremos"

El 24 de agosto de 1963, Jrushchov mismo remarcó lo dicho y pretendió aclarar los conceptos previamente vertidos, en un discurso que dio durante una visita a oficial a la entonces federación yugoslava del mariscal Tito. Allí el líder soviético comentó:

"Una vez [hace 7 años] dije: 'los enterraremos', y tuve problemas por eso. Por supuesto, no los enterraremos con una pala. Su propia clase trabajadora lo hará"

Este último comentario es una referencia directa a la clásica máxima del materialismo histórico marxista, según la cual, como la lucha de clases es el motor a la vez que la eventual partera del avance de la historia, el "proletariado está llamado a derrocar a la burguesía capitalista explotadora", y al final de cuentas, aquel inevitablemente será el sepulturero de ésta, para así, luego de una etapa socialista transitoria, se abriría el camino definitivo hacia una supuestamente "paradisíaca" sociedad comunista.
Esta famosa cita ha sido utilizada por el escritor Jan Šejna, en un libro sobre estrategias comunistas durante la pasada Guerra Fría (período histórico que duró casi 45 años, aproximadamente entre 1947 y 1991).

## Otra traducción alternativa
Con el fin de la Guerra Fría, se ha planteado que el incidente referido pudo haberse originado en una traducción de mala fe de la expresión rusa. Jrushchov se refería a "dejar atrás y tapar de polvo", tal como dos vehículos en carrera en un camino polvoriento, donde el que va en segundo lugar "queda cubierto de tierra". Esta metáfora es poco entendible en sociedades con caminos pavimentados pero es una desagradable situación que acontece en muchos lugares del mundo y común en la Unión Soviética de los años '60. La prensa occidental, en pleno período de enfrentamiento ideológico global entre el capitalismo y el comunismo, repitió la traducción "sepultar" (con todo lo que ella implicaba). (enlace roto disponible en Internet Archive; véase el historial, la primera versión y la última).

## En la cultura popular
El 1 de junio de 1985, casi treinta años después del incidente original, el popular cantante y bajista del grupo británico The Police, Sting (Gordon Matthew Thomas Sumner), lanzó su primer álbum como solista, The dream of the blue turtles ("El sueño de las tortugas azules"), el cual incluía un tema llamado Russians ("rusos", en alusión a los entonces soviéticos). Una parte de esta canción hace referencia directa a la famosa cita: Mr. Khrushchev said: 'We will bury you'. I don't subscribe to this point of view ("El señor Jrushchov dijo: 'Los enterraremos'. Yo no suscribo este punto de vista").